# Estutempan
Estutempan är en ort i kommunen San Felipe del Progreso i delstaten Mexiko i Mexiko. Samhället hade 592 invånare vid folkräkningen 2020.